# Onthophagus incostatus
Onthophagus incostatus là một loài bọ cánh cứng trong họ Bọ hung (Scarabaeidae).